# 松沢竜雄
松沢 竜雄（まつざわ たつお、1893年（明治26年）3月9日 - 1970年（昭和45年）1月25日）は、日本の内務官僚、朝鮮総督府官僚、弁護士。

## 経歴
山形県飽海郡北平田村（現在の酒田市）出身。第四高等学校を経て、1919年（大正8年）に東京帝国大学法学部独法科を卒業した。三井物産に入社するが、1923年（大正12年）に高等試験行政科に合格し、内務属となる。島根県美濃郡長、同八束郡長、島根県事務官、岡山県事務官、千葉県書記官・学務部長、福井県書記官・警察部長、群馬県書記官・経済部長を歴任。1936年（昭和11年）、朝鮮総督府に転じ、農林局農務課長、総督官房外事部長を経て、1940年（昭和15年）に専売局に就任。その後、京畿道知事に転じた。
1942年（昭和17年）に退官した後は弁護士を開業し、極東国際軍事裁判では小磯國昭と南次郎の弁護人を引き受けた。